# Saddhanas
O termo sadhana é um vocábulo oriundo do sânscrito relativo a sadh, que significa "chegar ao objetivo", "tornar-se real" ou "meio de se realizar". 
O culto ritualístico dos sadhanas é executado para a oração mental, esta consiste sobretudo em considerações e processos mentais discursivos onde se observa a transformação de conceitos abstratos em imagens real ou mentalmente visíveis das divindades veneradas.